# 俄罗斯联邦总统国民经济与国家行政学院
俄罗斯联邦总统国民经济与国家行政学院（俄语：Российская академия народного хозяйства и государственной службы при Президенте Российской Федерации, РАНХиГС）是位于俄罗斯首都莫斯科的高等职业教育机构，成立于2010年，由俄罗斯多家公务员教育学院合并而成，是欧洲最大的人文政经高等教育机构。学院下辖22个系和企业管理研究生院（院长为阿贝尔·格泽维奇·阿甘别吉扬），也负责俄罗斯总统的咨询工作。